# Date My Mom
Date My Mom ist eine US-amerikanische Reality-Show, produziert von Kalissa Productions. Die Sendung wurde von 2004 bis 2006 auf MTV ausgestrahlt, sowohl vom amerikanischen Muttersender als auch von regionalen Ablegern wie MTV Germany. 2023 wurde dieses Format auf TLC und Discovery plus von Endemol neu aufgelegt.

## Konzept der Sendung
Hauptakteur der Sendung ist ein Mann (hetero- oder homosexuell) bzw. Frau (hetero- oder homosexuell), welche zuerst fünf Mütter trifft. Hier entscheidet sich der Mann/die Frau für drei dieser Mütter durch zwei kurze Spielrunden. Danach werden nacheinander drei verschiedene Dates mit den drei gewählten Müttern absolviert, um herauszufinden, welche Tochter/welcher Sohn am geeignetsten ist. Um eine akzeptable Entscheidung zu erreichen, versucht der Dater von der Mutter möglichst viele Details zu erfahren.
Nach den Dates kommt es zu einem Finale, bei dem zunächst der Dater und dann die Mütter erscheinen. Später werden die drei Töchter/Söhne per Limousine vorgefahren. Danach fährt der Dater per Ausschlussverfahren fort – nach dem Satz „I don't wanna date your daughter/your son“ steigt die abgewiesene Tochter/der abgewiesene Sohn aus der Limousine aus, ehe am Ende noch eine Person verbleibt, welche zum Date wird.